# Frank Keating
Francis Anthony "Frank" Keating, född 10 februari 1944 i Saint Louis, Missouri, är en amerikansk republikansk politiker. Han var Oklahomas guvernör 1995–2003.
Keating avlade 1966 kandidatexamen vid Georgetown University och 1969 juristexamen vid University of Oklahoma. År 1981 blev han utnämnd till federal åklagare. År 1983 avgick Keating som åklagare för att kandidera till representanthuset. Han förlorade mot James Robert Jones i kongressvalet 1984.
Keating vann guvernörsvalet i Oklahoma 1994 och efterträdde 1995 David Walters som guvernör. Delstaten drabbades av bombdådet i Oklahoma City under Keatings första år som guvernör.